# ポール・シーハン
ポール・シーハン（Paul Sheehan、1977年1月26日-）はオーストラリアのゴルファー。

## 略歴
シーハンはオーストラリアプロゴルフ協会と日本ゴルフツアーで活躍しているが、初勝利は2004年のフジサンケイクラシック（川奈）である。また、日本シリーズではメジャー初優勝。2006年に行われた日本オープンでメジャー2勝目を挙げた。現在はPGAツアーでも活躍している。

## プロ優勝 (8)

### ネイションワイドツアー (1)
- 2006 ジェイコブス・クリーク・オープン (豪PGAツアーとの共催)

### 日本ツアー (3)
- 2004 フジサンケイクラシック, ゴルフ日本シリーズ
- 2006 日本オープン

### 豪PGAツアー (2)
- 2006 ジェイコブス・クリーク・オープン (ネイションワイドツアーとの共催)
- 2011 ビクトリアン・オープン

### その他 (3)
- 2000 西オーストラリアオープン
- 2002 後楽園カップ
- 2013 HEIWA PGM Challenge I Road to Championship (JGTOチャレンジトーナメント)